# Łucja Pevensie
Łucja Pevensie (ang. Lucy Pevensie) – postać z serii książkowej Opowieści z Narnii C.S. Lewisa, najmłodsza z rodzeństwa Pevensie – głównych bohaterów cyklu. Miała siostrę o imieniu Zuzanna oraz dwóch braci Edmunda oraz Piotra. 
Łucja odkryła magiczną szafę w domu starego Profesora, która prowadziła do Narnii w Lwie, Czarownicy i Starej Szafie, razem z rodzeństwem pomogła Księciu Kaspianowi w zdobyciu należnej mu władzy, oraz uczestniczyła w jego wyprawie morskiej w Podróży „Wędrowca do Świtu”.
Łucja po koronacji została nazwana Królową Łucją Mężną. Kocha Aslana i całą Narnię. Twierdzi, że życie z wiedzą o tym, że nigdy nie wróci do Narnii jest bez sensu. W pierwszej części (Lew, czarownica i stara szafa) była obiektem kpin Edmunda.
Walter Hooper, biograf Lewisa nie wyklucza, że pisarz tworząc postać Łucji Pevensie, dziewczynki, która widzi rzeczy niewidoczne dla innych, wzorował się na błogosławionej Łucji z Narni, włoskiej mistyczce mającej liczne wizje.
Na pewno C.S. Lewis zaczerpnął nazwę swej magicznej krainy z łacińskiej wersji nazwy miasta Narni, z której pochodziła bł. Łucja.

## Lew, czarownica i stara szafa
Łucja dostaje się do Narnii, gdzie spotyka fauna Tumnusa. Gdy już każdy z rodzeństwa trafia do Narnii wyruszają razem z bobrami do obozu Aslana. Łucja z Zuzanną są Świadkami śmierci Aslana i jego odrodzenia. Łucja dociera na sam koniec bitwy z Czarownicą. Po bitwie leczy rannych. Zostaje koronowana i otrzymuje przydomek Mężna.

## Książę Kaspian
Łucja zostaje ściągnięta razem z rodzeństwem do Narnii za pomocą magicznego rogu. Tam słucha opowieści karła Zuchona, którego uratowała Zuzanna. Po wysłuchaniu opowieści wszyscy ruszają do obozu księcia Kaspiana. Po drodze Łucja widzi Aslana, ale nikt poza Edmundem jej nie wierzy.

## Podróż „Wędrowca do Świtu”
Łucja trafia na statek króla Kaspiana razem z Edmundem i Eustachym. Na Samotnych Wyspach zostaje porwana przez piratów i uratowana przez Kaspiana. Gdy podczas wyprawy Eustachy zamienił się w smoka, Łucja próbowała wyleczyć jego obolałą łapę. Gdy Kaspian chciał popłynąć aż do samego końca świata, Łucja znalazła sposób, żeby namówić go do powrotu. Pod koniec książki Aslan mówi jej, że ona i Edmund już nigdy do Narnii nie wrócą.

## Koń i jego chłopiec
Gdy Łucja dowiaduje się o ataku Rabadasza na Archenlandię wyrusza razem z Edmundem do walki z nim. W czasie walki jest wśród łuczników. Po walce bierze udział w dyskusji na temat: „Co zrobić z Rabadaszem”.

## Ostatnia bitwa
Łucja umiera w wyniku wykolejenia się pociągu. Po śmierci pojawia się w Nowej Narnii gdzie zostaje ze swoim rodzeństwem (oprócz Zuzanny) i przyjaciółmi na wieczność.